# 巴陵 (台灣)

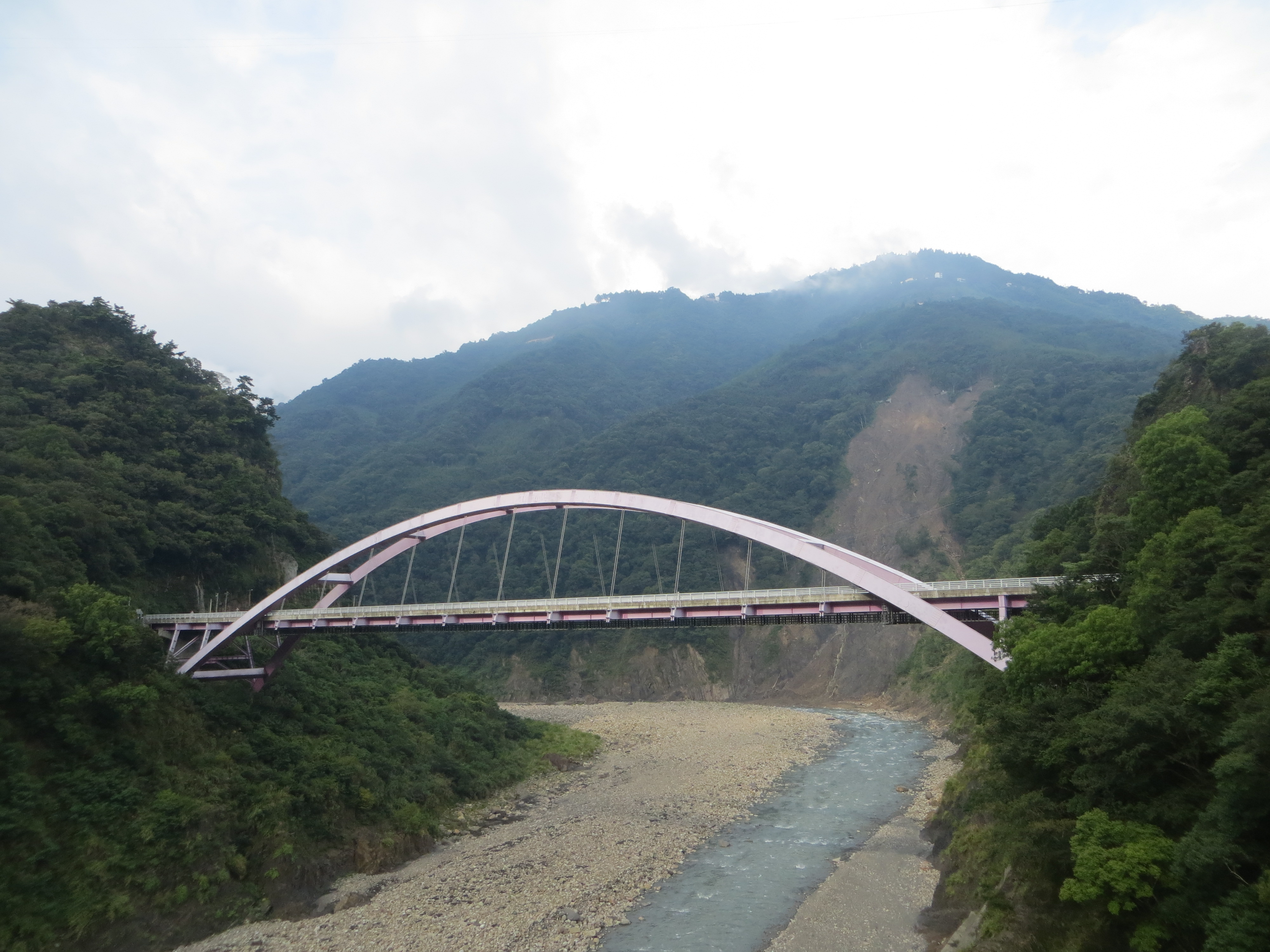
北橫行經的巴陵大橋，是巴陵的地標。

巴陵（意為「巨木」），又譯巴崚、巴稜、巴壟、巴龍或馬崙，位於臺灣桃園市復興區華陵里，地處北橫公路中點，是著名的水蜜桃產地，依海拔高度分為上、中、下巴陵，居民多為臺灣原住民泰雅族。

## 觀光
- 福巴越嶺古道
- 拉拉山